# 阿焦库塔钢铁厂
阿焦库塔钢铁有限公司（英語：Ajaokuta Steel Company Limited，ASCL），又称阿焦库塔钢铁厂（英語：Ajaokuta Steel Mill 或 Ajaokuta Steel Complex），是位于尼日利亚科吉州阿焦库塔的尼日利亚国有企业。 钢厂1979年开始建设，占地24,000公頃（59,000英畝）。阿焦库塔钢铁厂是尼日利亚最大的钢厂，钢厂的焦炉和副产品工厂比尼日利亚所有炼油厂加起来还要大，建设成本高达数十亿美元。然而，该项目管理不善，40年后仍未建成。四分之三的设施已废弃，只有用于小规模生产加工钢筋的小工厂投入运行，没有正式完工投产:216。

## 规划
阿焦库塔钢铁厂项目从1958年开始策划:216。关于钢铁生产的可行性研究首先授予了英国人，后来苏联根据与尼日利亚的合作协议承担了研究工作。1967年，苏联专家建议在尼日利亚开展铁矿石勘探，因为已知的矿藏质量很差，不足以用于炼钢。1973年，在伊塔佩、Ajabanoko和Oshokoshoko发现了符合质量要求的铁矿石。
1976年6月4日，阿焦库塔钢铁厂工程建设合同正式订立，合同金额为10亿美元。项目占地面积共24000公顷，其中包含占地800公顷的高炉设施、10000栋配套宿舍、总长120公里的内部道路，以及学校、图书馆以及医院等附属设施:216。1979年，在苏联的援助下，谢胡·沙加里发起成立阿焦库塔钢铁有限公司。阿焦库塔钢铁厂项目是当时全非洲最大的钢铁厂项目，按照设计，项目完工后年产钢量可达300万吨。作为尼日利亚第一家钢铁厂，阿焦库塔钢铁厂项目已不仅是一个单纯的工业项目，还是尼日利亚经济独立的标志:216。
为了给阿焦库塔钢铁厂提供原材料、对接世界市场，涉及尼日利亚第一条标准轨距铁路的建设合同于1987年订立，铁路连接了伊塔佩的铁矿、阿焦库塔的钢厂和大西洋港口瓦里。

## 建设与停滞
然而，阿焦库塔钢铁厂与瓦里-伊塔佩铁路两个项目都管理不善。阿焦库塔钢铁厂在开工40年后仍未完工。位于伊塔佩的矿山于1993年开始生产供应铁矿石，第一列装载矿石的列车也在同年发往阿焦库塔，但是基础设施落后以及阿焦库塔钢铁厂并没有完工，导致伊塔佩铁矿石供应中断。1994年是钢厂计划工期的最后一年，但是项目遇到了建设计划变更，资金链断裂，缺乏熟练工人，以及关键设备2台高炉仅在1987年建成了1台等问题。当年钢厂完工率达98%，其中的43个工厂建成了40个，但是建设成本超过预算14倍；此后项目一直停滞，截至2020年12月仍没有正式投产:216。
2011年，尼日利亚国家计划部前部长、新任内阁部长提名人选Shamsudeen Usman表示，联邦政府在过去几年已投入超过50亿美元（约合7500亿奈拉）资金来振兴阿焦库塔钢铁厂，但收效甚微，并认为尼日利亚钢铁行业最大的问题是政府政策缺乏连贯性。而矿产和钢铁发展部前部长、新任内阁部长提名人选Alhaji Mohammed Sada也认为不甚完善的私有化程序已导致钢铁公司在运营上出现严重问题，并称原材料不足是困扰尼日利亚钢铁生产的重要原因。
在几次私有化尝试失败后，尼日利亚政府在2016年收回了阿焦库塔钢铁厂控制权。2016年4月，阿焦库塔钢铁有限公司负责人约瑟夫告诉科吉州“阿焦库塔钢铁公司复兴指导委员会”，完成剩余建设工作并投产大约需要4亿美元资金和至少3年的筹建时间。约瑟夫认为委员会应提防阿焦库塔钢铁公司所谓的“利益相关者”，这些人自称懂得阿焦库塔钢铁厂未来的发展方向，却各有自己的打算，事实上对阿焦库塔“一无所知”。到2017年12月，阿焦库塔钢铁厂仍然没有生产出一块钢板。小钢厂终于在2018年投入运营，开展小规模的钢筋生产加工。但包括大型设备和内部铁路在内，工厂四分之三的设施已被放弃。
瓦里-伊塔佩铁路年久失修，部分轨道遭到破坏。2016年，尼日利亚政府将修复和续建铁路的合同授予中国土木工程集团有限公司和Julius Berger公司。中线铁路2018年11月开始试运行，2020年9月29日正式启用。
2019年4月，尼日利亚总统穆罕默杜·布哈里拒绝为了建设阿焦库塔钢铁厂而划拨10亿美元石油储蓄，总统的行为获得立法者投票支持。
2019年10月，尼日利亚矿业和钢铁发展部长Olamilekan Adegbite在接受采访时说，俄罗斯可能会帮助修复阿焦库塔钢铁厂，先期谈判在2019年索契的俄罗斯与非洲国家峰会上完成。Adegbite说，两国政府计划在1月前完成交易，之后应该最多需要两年时间来完成高炉，高炉是钢厂冶炼国内铁矿石、把铁矿石转化为钢水的关键设备。俄罗斯MetProm公司将建成、运营钢厂、培训一批工程师，并最终把钢厂移交给尼日利亚政府。
2021年1月，尼日利亚制造商协会（英語：Manufacturers Association of Nigeria）的一个二级部门主席Kamoru Yusuf博士提出，应采用中国的模式来改造尼日利亚钢铁工业，以复兴阿焦库塔钢铁公司。Yusuf称，中国政府所做的是将国家主要产业之一的钢铁业本土化。境外投资者的商业利益与尼日利亚政府的发展利益、尼日利亚公民的工业化愿望不同；邀请外国投资者恢复阿焦库塔钢铁公司的企图都将导致上述外国利益集团剥夺我们的国家遗产。以阿焦库塔的巨大规模，这个钢厂不应该专注于中等钢铁产品，因为中等钢铁产品在尼日利亚和西非地区的市场大量存在。钢厂应该把重点放在高端钢铁产品的生产，如板坯连铸机、热轧线圈和板材以及铸造厂，以便在国内生产所需的机械和工具。

## 评价
阿焦库塔钢铁厂的建设受到多个方面因素的影响。
- 尼日利亚独立初期，当地的人均钢铁消费量只有8公斤，远低于发达国家人均300公斤的水平。当时的尼日利亚领导人受到乐观偏见的影响，过分乐观的预估了尼日利亚的发展与市场，在没有充分论证的情况下推进了钢厂项目。
- 1971年钢厂开工前，因为尼日利亚基础设施匮乏，难以支撑规划的阿焦库塔钢铁厂，英国和美国的专家建议应该暂缓启动阿焦库塔钢铁厂的建设。1971-1979年项目论证期间，尼日利亚的技术人员在勘探铁矿矿藏后表示，受原材料、施工工艺以及项目体量的影响，应当适当提高预估的项目建设成本并设定更长的工期。但当时的尼日利亚领导人为了实现国家建设的战略目标，受到战略性误导忽略了技术部门的合理建议。同时尼日利亚领导人对外称，该项目的预算成本仅10亿美元，计划工期仅18年。但实际上，1994年时已超支14倍。该项目经过44年的施工建设，仍未完工投产。
- 1994年时，钢厂的建设已经经历了18年，但仍未完工且存在多个严重问题，尼日利亚政府本应在1994年决定停止建设钢厂，直到条件成熟，但是当时的尼日利亚领导人担心阿焦库塔钢铁厂项目停工将导致民众失去信心，选票转到其他政治对手手中，尼日利亚政府遂不断增加钢厂的建设预算。
- 此外，由于对新技术的迷恋和政治宣传的需要，钢厂项目采用了当时的最新工艺，但是在项目动工后，尼日利亚政府发现，新工艺所需的原材料供应存在巨大的缺口，需从国外进口，成本抬高。因此钢厂完全不可能在经济上的盈利。
- 为了体现新独立国家的政治自主性，尼日利亚政府表现出过度的民族自尊心，尼日利亚方面将之前的殖民宗主国——英国、以及英语国家的企业都排除在阿焦库塔钢铁厂项目外，转而选择向存在语言和文化障碍的俄罗斯和德国寻求合作。语言文化障碍导致双方沟通不畅，影响工程进度。
- 尼日利亚政治环境不稳定，缺乏建设重大工程项目的必要条件。不断的政府人事更迭导致钢厂建设计划屡次变更，且方案皆无法完全落实，项目不断变动。[5]:216-217